# Stetten (Schwindegg)
Stetten ist ein Gemeindeteil der Gemeinde Schwindegg im oberbayerischen Landkreis Mühldorf am Inn.

## Lage
Die Einöde Stetten liegt 250 Meter nördlich der Isen, 1,5 km nordwestlich vom Schloss Schwindegg und in der Luftlinie 3 Kilometer nördlich der Bundesautobahn 94. Von deren Ausfahrt 16 (Schwindegg) ist Stetten auf einer 5,5 Kilometer langen Fahrt erreichbar.

## Gemeindezugehörigkeit
Stetten gehörte bis zum  1. Januar 1975 zu Wasentegernbach. Im Rahmen der bereits 1972 begonnenen Gebietsreform 1972 wurde es zu Schwindegg eingemeindet.

## Bevölkerungsentwicklung
Um 1830 gab es in Stetten ein Haus. Im Jahr 1970 gab es in Stetten fünf Einwohner. Im Mai 1987 lebten dort sechs Einwohner in einem Wohngebäude.
| Jahr      | 1970 | 1987 |
| Einwohner | 5    | 6    |